# Orchomenos (gmina)
Orchomenos (gr. Δήμος Ορχομενού, Dimos Orchomenu) – gmina w Grecji, w administracji zdecentralizowanej Tesalia-Grecja Środkowa, w regionie Grecja Środkowa, w jednostce regionalnej Beocja. W 2011 roku liczyła 11 621 mieszkańców. Powstała 1 stycznia 2011 roku w wyniku połączenia dotychczasowych gmin Orchomenos i Akrefnia. Siedzibą gminy jest Orchomenos.